# Dysdera ghilarovi
Dysdera ghilarovi är en spindelart som beskrevs av Peter Mikhailovitch Dunin 1987. Dysdera ghilarovi ingår i släktet Dysdera och familjen ringögonspindlar.
Artens utbredningsområde är Azerbajdzjan. Inga underarter finns listade i Catalogue of Life.